# Chauffailles
Chauffailles és un municipi francès, situat al departament de Saona i Loira i a la regió de Borgonya - Franc Comtat. L'any 2007 tenia 3.980 habitants.

## Demografia

### Població
El 2007 la població de fet de Chauffailles era de 3.980 persones. Hi havia 1.844 famílies, de les quals 703 eren unipersonals (253 homes vivint sols i 450 dones vivint soles), 627 parelles sense fills, 414 parelles amb fills i 100 famílies monoparentals amb fills.
La població ha evolucionat segons el següent gràfic:
Habitants censats

### Habitatges
El 2007 hi havia 2.254 habitatges, 1.861 eren l'habitatge principal de la família, 148 eren segones residències i 246 estaven desocupats. 1.566 eren cases i 681 eren apartaments. Dels 1.861 habitatges principals, 1.106 estaven ocupats pels seus propietaris, 724 estaven llogats i ocupats pels llogaters i 30 estaven cedits a títol gratuït; 100 tenien una cambra, 153 en tenien dues, 327 en tenien tres, 601 en tenien quatre i 680 en tenien cinc o més. 1.199 habitatges disposaven pel capbaix d'una plaça de pàrquing. A 915 habitatges hi havia un automòbil i a 576 n'hi havia dos o més.

### Piràmide de població
La piràmide de població per edats i sexe el 2009 era:
| Homes | Edats   | Dones |
| ----- | ------- | ----- |
| 0     | 95 o +  | 4     |
| 8     | 90 a 94 | 36    |
| 28    | 85 a 89 | 88    |
| 40    | 80 a 84 | 64    |
| 104   | 75 a 79 | 136   |
| 84    | 70 a 74 | 152   |
| 156   | 65 a 69 | 172   |
| 96    | 60 a 64 | 132   |
| 100   | 55 a 59 | 112   |
| 132   | 50 a 54 | 164   |
| 140   | 45 a 49 | 112   |
| 120   | 40 a 44 | 112   |
| 140   | 35 a 39 | 144   |
| 124   | 30 a 34 | 104   |
| 128   | 25 a 29 | 100   |
| 113   | 20 a 24 | 96    |
| 124   | 15 a 19 | 76    |
| 124   | 10 a 14 | 140   |
| 96    | 5 a 9   | 148   |
| 88    | 0 a 4   | 60    |

## Economia
El 2007 la població en edat de treballar era de 2.278 persones, 1.562 eren actives i 716 eren inactives. De les 1.562 persones actives 1.397 estaven ocupades (801 homes i 596 dones) i 165 estaven aturades (67 homes i 98 dones). De les 716 persones inactives 339 estaven jubilades, 148 estaven estudiant i 229 estaven classificades com a «altres inactius».

### Ingressos
El 2009 a Chauffailles hi havia 1.813 unitats fiscals que integraven 3.889 persones, la mediana anual d'ingressos fiscals per persona era de 15.949,5 €.

### Activitats econòmiques
Dels 286 establiments que hi havia el 2007, 6 eren d'empreses extractives, 5 d'empreses alimentàries, 2 d'empreses de fabricació de material elèctric, 1 d'una empresa de fabricació d'elements pel transport, 20 d'empreses de fabricació d'altres productes industrials, 30 d'empreses de construcció, 77 d'empreses de comerç i reparació d'automòbils, 11 d'empreses de transport, 14 d'empreses d'hostatgeria i restauració, 5 d'empreses d'informació i comunicació, 21 d'empreses financeres, 15 d'empreses immobiliàries, 28 d'empreses de serveis, 31 d'entitats de l'administració pública i 20 d'empreses classificades com a «altres activitats de serveis».
Dels 77 establiments de servei als particulars que hi havia el 2009, 1 era una oficina d'administració d'Hisenda pública, 1 gendarmeria, 1 oficina de correu, 9 oficines bancàries, 1 funerària, 8 tallers de reparació d'automòbils i de material agrícola, 1 taller d'inspecció tècnica de vehicles, 1 establiment de lloguer de cotxes, 1 autoescola, 4 paletes, 6 guixaires pintors, 5 fusteries, 5 lampisteries, 3 electricistes, 4 empreses de construcció, 8 perruqueries, 1 veterinari, 2 agències de treball temporal, 7 restaurants, 4 agències immobiliàries, 2 tintoreries i 2 salons de bellesa.
Dels 39 establiments comercials que hi havia el 2009, 2 eren supermercats, 1 un supermercat, 1 una gran superfície de material de bricolatge, 3 botiges de menys de 120 m², 4 fleques, 4 carnisseries, 2 llibreries, 9 botigues de roba, 3 sabateries, 1 una sabateria, 2 botigues de mobles, 1 una botiga de material de revestiment de parets i terra, 1 un drogueria, 2 joieries i 3 floristeries.
L'any 2000 a Chauffailles hi havia 40 explotacions agrícoles que ocupaven un total de 946 hectàrees.

## Equipaments sanitaris i escolars
El 2009 hi havia 1 un hospital de tractaments de llarga durada, 2 farmàcies i 1 ambulància.
El 2009 hi havia 1 escola maternal i 2 escoles elementals. Chauffailles disposava de 2 col·legis d'educació secundària amb 403 alumnes.

## Poblacions més properes
El següent diagrama mostra les poblacions més properes.